# Округ Ларами (Вајоминг)
Округ Ларами (енгл. Laramie County) је округ у америчкој савезној држави Вајоминг.

## Демографија
По попису из 2010. године број становника је 91.738, што је 10.131 (12,4%) становника више него 2000. године.
| Група             | 2000.          | 2010.          |
| Белци             | 67.901 (83,2%) | 74.120 (80,8%) |
| Афроамериканци    | 2.124 (2,6%)   | 2.248 (2,5%)   |
| Азијати           | 777 (1,0%)     | 976 (1,1%)     |
| Хиспаноамериканци | 8.897 (10,9%)  | 11.978 (13,1%) |
| Укупно            | 81.607         | 91.738         |